# 吴富善
吴富善（1911年10月10日—2003年12月31日），江西吉安人，中国人民解放军中将，1955年获二级八一勋章、一级独立自由勋章、一级解放勋章。1988年获一级红星功勋荣誉章。

## 生平

### 民国时期
吴富善早年跟随并加入中国工农红军，跟随部队长征。抗日战争期间，担任八路军129师3支队政委，771团政委，青年纵队政治部主任，新编4旅政委，129师政治部巡视团主任，八路军总后勤部政治部主任。第二次国共内战时期，任齐齐哈尔卫戍司令。1946年6月任嫩江军区1军分区司令员兼政委，嫩江省林甸地委书记，西满军区独立3师师长兼政委，西满野战军副政委。1947年8月任东北野战军7纵队副政委。1948年8月任政委。

### 共和国时期
1948年11月－1950年5月任第四野战军第四十四军政委，广州警备司令部副政委，中南军区空军副政委，政委。毕业于南京军事学院。1955年，接替担任首届广州军区空军政治委员，同年九月被授予中将军衔和2级八一勋章、1级独立自由勋章、1级解放勋章。1957年，接替曹里怀，担任广州军区空军司令员。1960年3月－1968年5月，任广州军区副司令员兼军区空军司令员。1974年2月，任广州军区副司令员。1975年10月－1982年11月，任中国人民解放军空军副司令员。1978年，兼空军学院院长。第4、5届全国人大代表。中共12、13大当选为中央顾问委员会委员。1955年。1988年7月被授予1级红星功勋荣誉章。2003年12月31日在北京逝世，享年92岁。